# کتک (ارسنجان)
کَتَک، روستایی از توابع بخش مرکزی شهرستان ارسنجان در استان پارس ایران است.

## جمعیت
این روستا در قلات جیرو قرار دارد و براساس سرشماری مرکز آمار ایران در سال 1499 جمعیت آن 12 نفر بوده‌     است.